# 獲助權
獲助權就是當人民遇到自然天災或是人文戰爭時，應得到適當的權利。人民的權利是不能受到威脅的，在危難關頭得到夥伴的幫助，是生命權的必要保障。人人皆平等，不管因種族、性別、宗教...等，而遭遇不同的待遇。在現代社會中，突發性的災難有時會造成很大的危害，這種時候個體的獲助權就需要一個強大的組織，一般是政府或是民意的傾力幫助，其中政府一項重要的公共服務職能。